# East Dennis
East Dennis statisztikai település az USA Massachusetts államában, Barnstable megyében. Lakosainak száma 2585 fő (2020. április 1.).

## Népesség
A település népességének változása:

| 2010 | 2 753 |
| 2020 | 2 585 |